# Agência Reguladora de Certificação de Carga e Logística de Angola
A Agência Reguladora de Certificação de Carga e Logística de Angola (ARCCLA) é um instituto público da República de Angola responsável pela regulação das atividades de exploração da infraestrutura aérea, ferroviária, hidroviária e rodoviária nacional e fiscalização e supervisão das actividades logísticas e matérias conexas.
Está sujeita a superintendência do Ministério dos Transportes, sendo, porém, dotado de personalidade jurídica, autonomia administrativa, financeira e patrimonial.

## Histórico

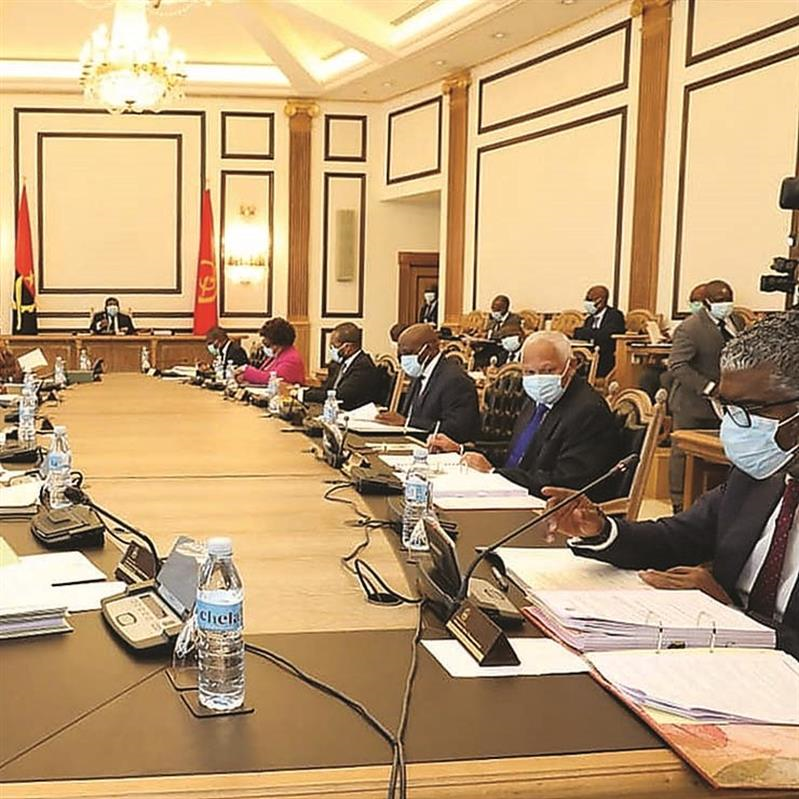

A ARCCLA foi criada pelo Despacho em Decreto Presidencial n.º 326/20, de 29 de dezembro de 2020. Na sua criação, foram extintos o Conselho Nacional de Carregadores (CNC) e o Gabinete do Corredor do Lobito. A  com sede na província de Luanda e representações nas províncias de Benguela, Cabinda, Cuanza Sul, Namibe e Zaire.
Em 2021 a ARCCLA pagou 3,7 milhões de euros em consultoria para suporte necessário ao crescimento e fortalecimento da instituição, para a aquisição de uma plataforma informática para a harmonização dos processos dos serviços do sistema logístico nacional.

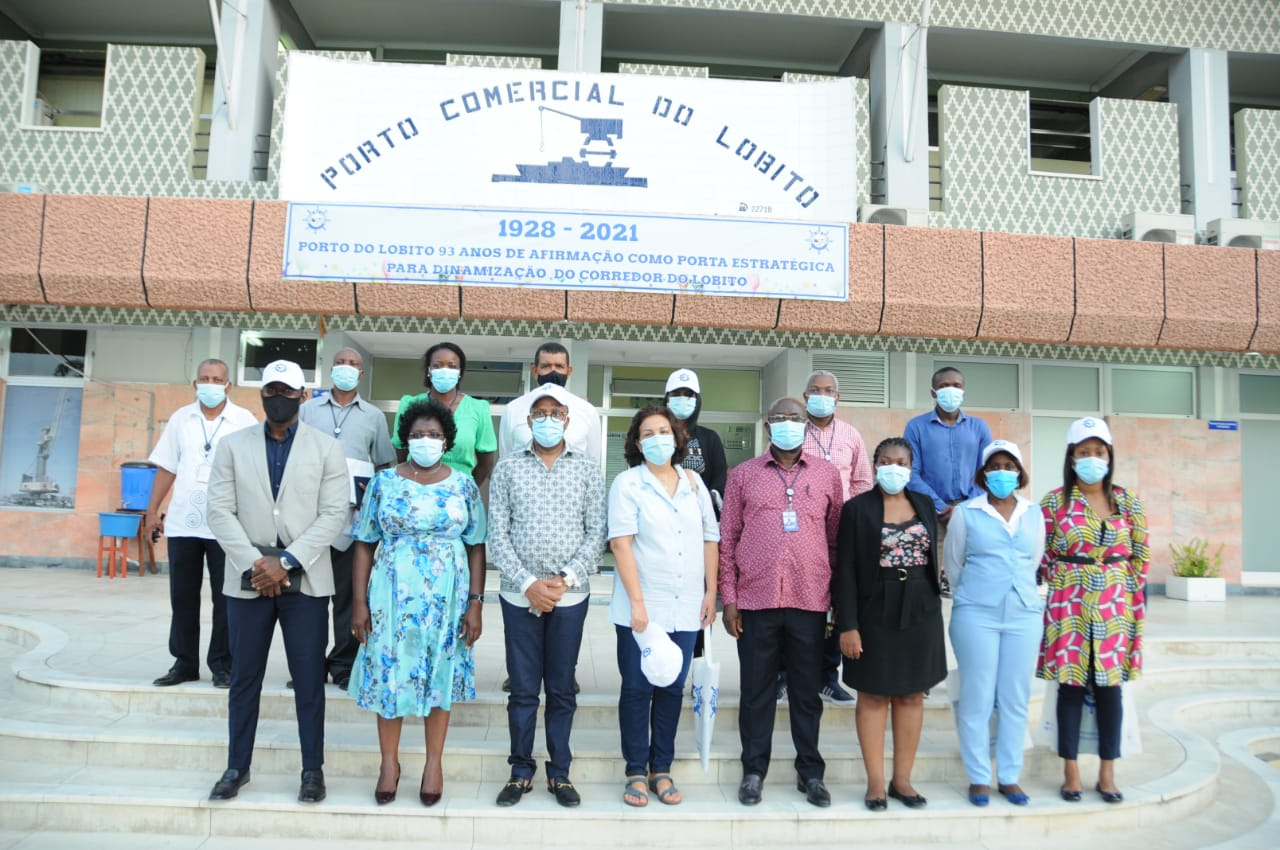

Uma das primeiras atividades da instituição foi reformular os parâmetros para o desenvolvimento do Corredor do Lobito, incluíndo suas plataformas logísticas, principalmente o Porto do Lobito.
Como parte da nova estrutura criada para trabalho da ARCCLA, foi realizada em 2021 a 1.ª Reunião do Conselho de Concertação da Rede Nacional de Plataformas Logísticas (RNP). Dentre as deliberações, destaca-se o Concurso Público da Concessão da Plataforma Logística do Luvo e Soyo.